# كاستاف
كاستاف هي بلدة في مقاطعة بريموريه-غورسكي كوتار، كرواتيا، مبنية على تل يبلغ ارتفاعه 365 مترًا يطل على خليج كفارنير في الجزء الشمالي من ساحل البحر الأدرياتيكي. تقع بالقرب من رييكا، أكبر ميناء في كرواتيا، وساحل أوباتيا أحد أشهر الأماكن السياحية الشهيرة في كرواتيا.